# فهرست شهرستان‌های استان گلستان
استان گلستان دارای ۱۴ شهرستان، ۳۳ شهر و ۲۷ بخش و ۶۰ دهستان است.
در تقسیمات کشوری ایران در سال ۱۳۱۶، شهرستان گرگان یکی از قسمت‌های «استان شمال» بود. این قانون بخش‌های تشکیل‌دهندهٔ شهرستان گرگان را «گرگان، رستاق، شاکر و ساور»، «انزان، سدن، رستاق»، «کتل، فندرسک و رامیان» و «دشت گرگان، جعفربای و آتابای» برشمرده و شامل چهار شهر گرگان، بندر گز، رامیان و گنبد قابوس بود. این تقسیمات سیاسی به مرور زمان تغییر یافت؛ چنان‌که در آمارنامهٔ ملی سال ۱۳۳۵، دو شهرستان «گرگان» و «دشت گرگان» نواحی امروزی استان گلستان را پوشش می‌دادند و جزئی از استان «گرگان-مازندران» بودند. از آن پس تا سال ۱۳۷۶ مناطق مذکور جزئی از استان مازندران بودند؛ اما در این سال شهرستان‌های گرگان، گنبد قابوس، مینودشت، ترکمن، کردکوی، علی‌آباد و بندر گز به عنوان «استان گلستان» تأسیس شدند.
در ابتدا تمامی مناطق امروزی این استان در قالب شهرستان گرگان بود، اما در سال ۱۳۲۷ دولت بخش «دشت گرگان» که تابع شهرستان گرگان بود، را به مرکزیت گنبد کاووس، تبدیل به شهرستان کرده و کماکان آن را تابع گرگان دانست. در سال ۱۳۵۸ دو شهرستان علی‌آباد و ترکمن نیز از شهرستان گرگان جدا شدند. سال بعد هم شهرستان کردکوی در غرب گرگان به وجود آمد. در سال ۱۳۶۸ شهرستان مینودشت از گنبد کاووس (دشت گرگان سابق) جدا شد. در تیر ۱۳۷۶، چند ماه پیش از آن که استان گلستان از مازندران مستقل گردد، شهرستان بندر گز هم تأسیس شد. در قانون منجر به ایجاد استان گلستان دولت موظف شده بود که در سال ۱۳۷۷ ارتقای بخش‌های آق قلا، آزادشهر، رامیان، کلاله و مراوه‌تپه به شهرستان را بررسی کرده و تصمیمات لازم را در این باره اتخاذ نماید. سال ۱۳۷۹ دو شهرستان آق قلا و کلاله، و سال بعد دو شهرستان آزادشهر و رامیان به وجود آمدند. پس از آن نیز شهرستان‌های مراوه تپه، گمیشان و گالیکش به ترتیب در سال‌های ۱۳۸۶، ۱۳۸۸ و ۱۳۸۹ تأسیس شدند.

## شهرستان‌ها
| شهرستان      | بخش‌ها      | دهستان‌ها       | شهرها (مرکز†)               | سال تأسیس | جداشده از                | جمعیت (۱۳۹۵) | مساحت (km²) | تراکم جمعیت (بر km²) | نقشه |
| ------------ | ---------- | -------------- | --------------------------- | --------- | ------------------------ | ------------ | ----------- | -------------------- | ---- |
| بندر گز      | مرکزی      | انزان شرقی     | بندر گز†                    | ۱۳۷۶      | کردکوی                   | ۴۶٬۱۳۰       | ۲۳۹٫۳۱      | ۱۹۲٫۷۶               |      |
| بندر گز      | مرکزی      | انزان غربی     | بندر گز†                    | ۱۳۷۶      | کردکوی                   | ۴۶٬۱۳۰       | ۲۳۹٫۳۱      | ۱۹۲٫۷۶               |      |
| بندر گز      | نوکنده     | بنفشه تپه      | نوکنده                      | ۱۳۷۶      | کردکوی                   | ۴۶٬۱۳۰       | ۲۳۹٫۳۱      | ۱۹۲٫۷۶               |      |
| بندر گز      | نوکنده     | لیوان          | نوکنده                      | ۱۳۷۶      | کردکوی                   | ۴۶٬۱۳۰       | ۲۳۹٫۳۱      | ۱۹۲٫۷۶               |      |
| ترکمن        | مرکزی      | جعفربای        | بندر ترکمن†                 | ۱۳۵۸      | گرگان                    | ۷۹٬۹۷۸       | ۲۹۱٫۴۱      | ۲۷۴٫۴۵               |      |
| ترکمن        | مرکزی      | فراغی          | بندر ترکمن†                 | ۱۳۵۸      | گرگان                    | ۷۹٬۹۷۸       | ۲۹۱٫۴۱      | ۲۷۴٫۴۵               |      |
| ترکمن        | سیجوال     | قره‌سو غربی     |                             | ۱۳۵۸      | گرگان                    | ۷۹٬۹۷۸       | ۲۹۱٫۴۱      | ۲۷۴٫۴۵               |      |
| ترکمن        | سیجوال     | قره‌سو شرقی     |                             | ۱۳۵۸      | گرگان                    | ۷۹٬۹۷۸       | ۲۹۱٫۴۱      | ۲۷۴٫۴۵               |      |
| گمیشان       | مرکزی      | جعفربای غربی   | گمیش تپه†                   | ۱۳۸۸      | ترکمن                    | ۶۸٬۷۷۳       | ۱۲۸۵        | ۵۳٫۵۲                |      |
| گمیشان       | مرکزی      | نفتلیجه        | گمیش تپه†                   | ۱۳۸۸      | ترکمن                    | ۶۸٬۷۷۳       | ۱۲۸۵        | ۵۳٫۵۲                |      |
| گمیشان       | گلدشت      | جعفربای شرقی   | سیمین شهر                   | ۱۳۸۸      | ترکمن                    | ۶۸٬۷۷۳       | ۱۲۸۵        | ۵۳٫۵۲                |      |
| گمیشان       | گلدشت      | قزل آلان       | سیمین شهر                   | ۱۳۸۸      | ترکمن                    | ۶۸٬۷۷۳       | ۱۲۸۵        | ۵۳٫۵۲                |      |
| کردکوی       | مرکزی      | دهستان چهارکوه | کردکوی†                     | ۱۳۵۹      | گرگان                    | ۷۱٬۲۷۰       | ۸۱۸٫۹۴      | ۸۷                   |      |
| کردکوی       | مرکزی      | سدن‌رستاق شرقی  | کردکوی†                     | ۱۳۵۹      | گرگان                    | ۷۱٬۲۷۰       | ۸۱۸٫۹۴      | ۸۷                   |      |
| کردکوی       | مرکزی      | سدن‌رستاق غربی  | کردکوی†                     | ۱۳۵۹      | گرگان                    | ۷۱٬۲۷۰       | ۸۱۸٫۹۴      | ۸۷                   |      |
| گرگان        | مرکزی      | استرآباد جنوبی | گرگان† جلین                 | ۱۳۱۶      | استان دوم                | ۴۸۰٬۵۴۱      | ۱۶۱۵٫۸۱     | ۲۹۷٫۴                |      |
| گرگان        | مرکزی      | انجیرآب        | گرگان† جلین                 | ۱۳۱۶      | استان دوم                | ۴۸۰٬۵۴۱      | ۱۶۱۵٫۸۱     | ۲۹۷٫۴                |      |
| گرگان        | مرکزی      | روشن‌آباد       | گرگان† جلین                 | ۱۳۱۶      | استان دوم                | ۴۸۰٬۵۴۱      | ۱۶۱۵٫۸۱     | ۲۹۷٫۴                |      |
| گرگان        | بهاران     | استرآباد شمالی | سرخنکلاته قرق               | ۱۳۱۶      | استان دوم                | ۴۸۰٬۵۴۱      | ۱۶۱۵٫۸۱     | ۲۹۷٫۴                |      |
| گرگان        | بهاران     | قرق            | سرخنکلاته قرق               | ۱۳۱۶      | استان دوم                | ۴۸۰٬۵۴۱      | ۱۶۱۵٫۸۱     | ۲۹۷٫۴                |      |
| آق قلا       | مرکزی      | گرگان بوی      | آق قلا†                     | ۱۳۷۹      | گرگان                    | ۱۳۲٬۷۳۳      | ۱۷۶۳٫۵۲     | ۷۵٫۲۶                |      |
| آق قلا       | مرکزی      | شیخ موسی       | آق قلا†                     | ۱۳۷۹      | گرگان                    | ۱۳۲٬۷۳۳      | ۱۷۶۳٫۵۲     | ۷۵٫۲۶                |      |
| آق قلا       | مرکزی      | آق التین       | آق قلا†                     | ۱۳۷۹      | گرگان                    | ۱۳۲٬۷۳۳      | ۱۷۶۳٫۵۲     | ۷۵٫۲۶                |      |
| آق قلا       | وشمگیر     | مزرعه شمالی    | انبارآلوم                   | ۱۳۷۹      | گرگان                    | ۱۳۲٬۷۳۳      | ۱۷۶۳٫۵۲     | ۷۵٫۲۶                |      |
| آق قلا       | وشمگیر     | مزرعه جنوبی    | انبارآلوم                   | ۱۳۷۹      | گرگان                    | ۱۳۲٬۷۳۳      | ۱۷۶۳٫۵۲     | ۷۵٫۲۶                |      |
| علی‌آباد      | مرکزی      | کتول           | علی‌آباد کتول† سنگدوین مزرعه | ۱۳۵۸      | گرگان                    | ۱۴۰٬۷۰۹      | ۱۱۶۰٫۱۹     | ۱۲۱٫۲۸               |      |
| علی‌آباد      | مرکزی      | زرین گل        | علی‌آباد کتول† سنگدوین مزرعه | ۱۳۵۸      | گرگان                    | ۱۴۰٬۷۰۹      | ۱۱۶۰٫۱۹     | ۱۲۱٫۲۸               |      |
| علی‌آباد      | کمالان     | استرآباد       | فاضل‌آباد                    | ۱۳۵۸      | گرگان                    | ۱۴۰٬۷۰۹      | ۱۱۶۰٫۱۹     | ۱۲۱٫۲۸               |      |
| علی‌آباد      | کمالان     | شیرنگ          | فاضل‌آباد                    | ۱۳۵۸      | گرگان                    | ۱۴۰٬۷۰۹      | ۱۱۶۰٫۱۹     | ۱۲۱٫۲۸               |      |
| گنبد کاووس   | مرکزی      | دهستان آق آباد | گنبد کاووس†                 | ۱۳۲۷      | گرگان (با نام دشت گرگان) | ۳۴۸٬۷۴۴      | ۵۰۷۱٫۳۲     | ۶۸٫۷۶                |      |
| گنبد کاووس   | مرکزی      | باغلی ماراما   | گنبد کاووس†                 | ۱۳۲۷      | گرگان (با نام دشت گرگان) | ۳۴۸٬۷۴۴      | ۵۰۷۱٫۳۲     | ۶۸٫۷۶                |      |
| گنبد کاووس   | مرکزی      | فجر            | گنبد کاووس†                 | ۱۳۲۷      | گرگان (با نام دشت گرگان) | ۳۴۸٬۷۴۴      | ۵۰۷۱٫۳۲     | ۶۸٫۷۶                |      |
| گنبد کاووس   | مرکزی      | سلطانعلی       | گنبد کاووس†                 | ۱۳۲۷      | گرگان (با نام دشت گرگان) | ۳۴۸٬۷۴۴      | ۵۰۷۱٫۳۲     | ۶۸٫۷۶                |      |
| گنبد کاووس   | داشلی برون | کرند           | اینچه برون                  | ۱۳۲۷      | گرگان (با نام دشت گرگان) | ۳۴۸٬۷۴۴      | ۵۰۷۱٫۳۲     | ۶۸٫۷۶                |      |
| گنبد کاووس   | داشلی برون | اترک           | اینچه برون                  | ۱۳۲۷      | گرگان (با نام دشت گرگان) | ۳۴۸٬۷۴۴      | ۵۰۷۱٫۳۲     | ۶۸٫۷۶                |      |
| رامیان       | مرکزی      | دلند           | رامیان† دلند تاتار علیا     | ۱۳۸۰      | گنبد کاووس               | ۸۶٬۲۱۰       | ۷۸۰٫۷۳      | ۱۱۰٫۴۲               |      |
| رامیان       | مرکزی      | قلعه میران     | رامیان† دلند تاتار علیا     | ۱۳۸۰      | گنبد کاووس               | ۸۶٬۲۱۰       | ۷۸۰٫۷۳      | ۱۱۰٫۴۲               |      |
| رامیان       | فندرسک     | فندرسک شمالی   | خان ببین                    | ۱۳۸۰      | گنبد کاووس               | ۸۶٬۲۱۰       | ۷۸۰٫۷۳      | ۱۱۰٫۴۲               |      |
| رامیان       | فندرسک     | فندرسک جنوبی   | خان ببین                    | ۱۳۸۰      | گنبد کاووس               | ۸۶٬۲۱۰       | ۷۸۰٫۷۳      | ۱۱۰٫۴۲               |      |
| آزادشهر      | مرکزی      | خرمارود شمالی  | آزادشهر† نگین شهر           | ۱۳۸۰      | گنبد کاووس               | ۹۶٬۸۰۳       | ۸۷۲٫۷۴      | ۱۱۱                  |      |
| آزادشهر      | مرکزی      | نظام آباد      | آزادشهر† نگین شهر           | ۱۳۸۰      | گنبد کاووس               | ۹۶٬۸۰۳       | ۸۷۲٫۷۴      | ۱۱۱                  |      |
| آزادشهر      | چشمه‌ساران  | چشمه‌ساران      | نوده خاندوز                 | ۱۳۸۰      | گنبد کاووس               | ۹۶٬۸۰۳       | ۸۷۲٫۷۴      | ۱۱۱                  |      |
| آزادشهر      | چشمه‌ساران  | خرمارود جنوبی  | نوده خاندوز                 | ۱۳۸۰      | گنبد کاووس               | ۹۶٬۸۰۳       | ۸۷۲٫۷۴      | ۱۱۱                  |      |
| مینودشت      | مرکزی      | چهل چای        | مینودشت†                    | ۱۳۶۸      | گنبد کاووس               | ۷۵٬۴۸۳       | ۶۶۱٫۹۴      | ۱۱۴                  |      |
| مینودشت      | مرکزی      | قلعه قافه      | مینودشت†                    | ۱۳۶۸      | گنبد کاووس               | ۷۵٬۴۸۳       | ۶۶۱٫۹۴      | ۱۱۴                  |      |
| مینودشت      | کوهسارات   | گرو            | دوزین                       | ۱۳۶۸      | گنبد کاووس               | ۷۵٬۴۸۳       | ۶۶۱٫۹۴      | ۱۱۴                  |      |
| مینودشت      | کوهسارات   | سرگل           | دوزین                       | ۱۳۶۸      | گنبد کاووس               | ۷۵٬۴۸۳       | ۶۶۱٫۹۴      | ۱۱۴                  |      |
| گالیکش       | مرکزی      | ینقاق          | گالیکش†                     | ۱۳۸۹      | مینودشت                  | ۶۳٬۱۷۳       | ۹۱۴٫۶۳      | ۶۹                   |      |
| گالیکش       | مرکزی      | نیل‌کوه         | گالیکش†                     | ۱۳۸۹      | مینودشت                  | ۶۳٬۱۷۳       | ۹۱۴٫۶۳      | ۶۹                   |      |
| گالیکش       | لوه        | قراولان        | صادق‌آباد                    | ۱۳۸۹      | مینودشت                  | ۶۳٬۱۷۳       | ۹۱۴٫۶۳      | ۶۹                   |      |
| گالیکش       | لوه        | گلستان         | صادق‌آباد                    | ۱۳۸۹      | مینودشت                  | ۶۳٬۱۷۳       | ۹۱۴٫۶۳      | ۶۹                   |      |
| کلاله        | مرکزی      | آق سو          | کلاله†                      | ۱۳۷۹      | مینودشت                  | ۱۱۷٬۳۱۹      | ۱۷۵۲٫۴۳     | ۶۷                   |      |
| کلاله        | مرکزی      | تمران          | کلاله†                      | ۱۳۷۹      | مینودشت                  | ۱۱۷٬۳۱۹      | ۱۷۵۲٫۴۳     | ۶۷                   |      |
| کلاله        | مرکزی      | کنگور          | کلاله†                      | ۱۳۷۹      | مینودشت                  | ۱۱۷٬۳۱۹      | ۱۷۵۲٫۴۳     | ۶۷                   |      |
| کلاله        | پیش‌کمر     | زاوکوه         | فراغی                       | ۱۳۷۹      | مینودشت                  | ۱۱۷٬۳۱۹      | ۱۷۵۲٫۴۳     | ۶۷                   |      |
| کلاله        | پیش‌کمر     | عرب داغ        | فراغی                       | ۱۳۷۹      | مینودشت                  | ۱۱۷٬۳۱۹      | ۱۷۵۲٫۴۳     | ۶۷                   |      |
| مراوه تپه    | مرکزی      | مراوه تپه      | مراوه تپه†                  | ۱۳۸۶      | کلاله                    | ۶۰٬۹۵۳       | ۳۲۱۰٫۳۴     | ۱۹                   |      |
| مراوه تپه    | مرکزی      | پالیزان        | مراوه تپه†                  | ۱۳۸۶      | کلاله                    | ۶۰٬۹۵۳       | ۳۲۱۰٫۳۴     | ۱۹                   |      |
| مراوه تپه    | گلی‌داغ     | گلی‌داغ         | گلی‌داغ                      | ۱۳۸۶      | کلاله                    | ۶۰٬۹۵۳       | ۳۲۱۰٫۳۴     | ۱۹                   |      |
| مراوه تپه    | گلی‌داغ     | شلمی           | گلی‌داغ                      | ۱۳۸۶      | کلاله                    | ۶۰٬۹۵۳       | ۳۲۱۰٫۳۴     | ۱۹                   |      |
| استان گلستان | ۲۷ بخش     | ۶۰ دهستان      | گرگان† و ۳۲ شهر دیگر        | ۱۳۷۴      | استان مازندران           | ۱٬۸۶۸٬۸۱۹    | ۲۰۴۳۸٫۳۱    | ۹۱٫۴۳۷               |      |